# 1516 no Brasil
Esta é uma cronologia dos fatos acontecimentos de ano 1516 no Brasil.

## Eventos
- Expedição guarda-costas sob o comando de Cristóvão Jacques.
- Construção do primeiro engenho de açúcar da América portuguesa, na Feitoria de Itamaracá (atual Pernambuco), confiada a Pero Capico.